# Champions Cup and the Evert Cup 1997 - Qualificazioni doppio maschile
Le qualificazioni del doppio maschile del Champions Cup and the Evert Cup 1997 sono state un torneo di tennis preliminare per accedere alla fase finale della manifestazione. I vincitori dell'ultimo turno sono entrati di diritto nel tabellone principale. In caso di ritiro di uno o più giocatori aventi diritto a questi sono subentrati i lucky loser, ossia i giocatori che hanno perso nell'ultimo turno ma che avevano una classifica più alta rispetto agli altri partecipanti che avevano comunque perso nel turno finale.
Le qualificazioni del doppio del torneo Champions Cup and the Evert Cup 1997 prevedevano 8 coppie partecipanti di cui 2 sono entrate nel tabellone principale.

## Teste di serie
1. Kent Kinnear /  Dave Randall (ultimo turno)
2. Marcos Ondruska /  Leander Paes (Qualificati)

1. Lucas Arnold Ker /  T. J. Middleton (primo turno)
2. Brent Haygarth /  Jared Palmer (primo turno)

## Qualificati
1. Scott Davis  /   Kelly Jones

1. Marcos Ondruska  /   Leander Paes

## Tabellone

### Legenda
| - Q = Qualificato - WC = Wild card - LL = Lucky loser | - ALT = Alternate - SE = Special Exempt - PR = Protected Ranking | - w/o = Walkover - r = Ritirato - d = Squalificato |

### Sezione 1
|  | Primo turno | Primo turno                      | Primo turno                      | Primo turno | Primo turno |  |  | Ultimo turno | Ultimo turno              | Ultimo turno              | Ultimo turno | Ultimo turno |  |
|  |             |                                  |                                  |             |             |  |  |              |                           |                           |              |              |  |
|  | 1           | Kent Kinnear Dave Randall        | 6                                | 7           | 7           |  |  |              |                           |                           |              |              |  |
|  |             | Rikard Bergh Danie Visser        | 7                                | 6           | 6           |  |  | 1            | Kent Kinnear Dave Randall | Kent Kinnear Dave Randall | 5            | 6            |  |
|  |             | Scott Davis Kelly Jones          | Scott Davis Kelly Jones          | 6           | 6           |  |  |              | Scott Davis Kelly Jones   | Scott Davis Kelly Jones   | 7            | 7            |  |
|  | 3           | Lucas Arnold Ker T. J. Middleton | Lucas Arnold Ker T. J. Middleton | 4           | 3           |  |  |              |                           |                           |              |              |  |

### Sezione 2
|  | Primo turno | Primo turno                    | Primo turno                    | Primo turno | Primo turno |  |  | Ultimo turno | Ultimo turno                 | Ultimo turno                 | Ultimo turno | Ultimo turno |  |
|  |             |                                |                                |             |             |  |  |              |                              |                              |              |              |  |
|  | 2           | Marcos Ondruska Leander Paes   | Marcos Ondruska Leander Paes   | 6           | 7           |  |  |              |                              |                              |              |              |  |
|  |             | Paul Kilderry Andrew Kratzmann | Paul Kilderry Andrew Kratzmann | 2           | 5           |  |  | 2            | Marcos Ondruska Leander Paes | Marcos Ondruska Leander Paes | 6            | 6            |  |
|  |             | Pat Cash Justin Gimelstob      | Pat Cash Justin Gimelstob      | 6           | 7           |  |  |              | Pat Cash Justin Gimelstob    | Pat Cash Justin Gimelstob    | 3            | 4            |  |
|  | 4           | Brent Haygarth Jared Palmer    | Brent Haygarth Jared Palmer    | 2           | 6           |  |  |              |                              |                              |              |              |  |